# Бирдик (Аламудунский район)
Бирдик — село в Аламудунском районе Чуйской области Кыргызстана. Входит в состав Грозденского аильного округа. Код СОАТЕ — 41708 203 819 03 0.

## Население
По данным переписи 2009 года, в селе проживало 1296 человек.